# Richard Raskin
Richard Raskin (født 21. januar 1941 i New York City) er dansk-amerikansk lektor emeritus, dr.phil. ved Aarhus Universitet, redaktør og manuskriptforfatter, der har opstillet syv parametre til analyse af kortfilm.

## Baggrund
Raskin har en bachelorgrad fra Dartmouth College fra 1961 og blev i 1967 ph.d. i fransk litteratur fra Johns Hopkins University, hvor han underviste 1963-1965, med afhandlingen Forms of role-playing in the poetry of Tristan Corbière. I 1972 flyttede han til Danmark med sin kone og to børn og blev i 2002 dansk statsborger.

## Karriere
Han blev i 1972 ansat i en stilling som lektor i afdelingen for romanske sprog ved Aarhus Universitet, hvor han har undervist siden – fra 2017 som emeritus – i både kulturhistorie, informations- og mediestudier og senest ved Institut for Kommunikation og Kultur. Raskin blev i 1982 tildelt doktorgraden på baggrund af disputatsen The Functional Analysis of Art: An approach to the social and psychological functions of literature, painting and film. I 1994-1996 var han prodekan ved Det Humanistiske Fakultet. Siden 2013 har han undervist på VIA University College, og tidligere ved blandt andet Howard University og Columbia University.
Raskin har i løbet af sin karriere udgivet adskillige bøger, og hans artikler er udgivet i en lang række internationale tidsskrifter, Zeitschrift für Kunstgeschichte, Film History, Folklore, Canadian Journal of Film Studies, Journal of Media Practice og Minerva: An Internet Journal of Philosophy. Han er et efterspurgt jurymedlem ved internationale kortfilmfestivaler i Frankrig, Belgien, Holland, Indien og Danmark og holder ofte foredrag ved filmskoler og festivaler, og er grundlægger og redaktør af P.O.V. – A Danish Journal of Film Studies og Short Film Studies, som han også er hyppig bidragyder til.

## Forfatterskab
- Forms of Role-Playing in the Poetry of Tristan Corbière. University Microfilms, Ann Arbor, 1968. Ph.d.-afhandling.
- (red.) Til Raoul Wallenberg. I samarbejde med Aage Jørgensen. København: Samlerens Forlag, 1982.
- The Functional Analysis of Art. An Approach to the Social and Psychological Functions of Literature, Painting and Film. Aarhus: Arkona, 1982. Doktorafhandling.
- Elements of Picture Composition: A Digest of Major Contributions to the Study of Design in the Visual Arts. Aarhus University Press, 1986.
- Color: An outline of terms and concepts. Aarhus University Press, 1986.
- Farver: Begreber og betydninger. Aarhus University Press, 1987.
- Claude Goretta, La Dentellière. En filmbog. I samarbejde med F. Forsberg og G. Boyson. Herning: Systime, 1987.
- Alain Resnais's Nuit et Brouillard. On the Making, Reception and Functions of a Major Documentary Film, including a new interview with Alain Resnais. Aarhus University Press, 1987.
- Gustave Courbet's Les Casseurs de Pierres. Aspects of a Major Work of Art. Aarhus University Press, 1989.
- Life is Like a Glass of Tea. Studies of Classic Jewish Jokes. Philadelphia og Jerusalem: Jewish Publication Society, 1992.
- Life is Like a Glass of Tea. Studies of Classic Jewish Jokes. Aarhus University Press, 1992.
- Jean-Jacques Beineix, 37o 2 Le Matin/Betty Blue. En filmbog. I samarbejde med Flemming Forsberg. København: Gyldendal, 1992.
- Giuseppe Tornatore, Nuovo Cinema Paradiso. En filmbog. I samarbejde med Flemming Forsberg. København: Gyldendal, 1993.
- Ariel Gordon, Adiós Mamá. En filmbog. I samarbejde med Dorte Etzerodt og Claudio Bogantes. København: Gyldendal, 1999.
- Nina Mimica, La guerra è finita. En filmbog. I samarbejde med Leonardo Ceccini og Bernhard Hagen. København: Gyldendal, 1999.
- Kortfilmen som fortælling. Aarhus: Systime, 2001.
- The Art of the Short Fiction Film. A Shot by Shot Study of Nine Modern Classics. Jefferson, North Carolina og London: McFarland Publications, 2002.
- A Child at Gunpoint. A Case Study in the Life of a Photo. Aarhus University Press, 2004.
- Seven Minutes in the Warsaw Ghetto og With Raised Hands – En filmbog og DVD. Aarhus University Press, 2013.
- Life is Like a Glass of Tea. Studies of Classic Jewish Jokes. Ny udvidet udgave. New Orleans: Quid Pro Books, 2015.
- Making Things Happen: On Casablanca and Other World War II Icons. U Press, København, 2017.

## Filmografi
- Reading Man (1996)
- Sunflowers (1996)
- Promise (2010)
- Life Is Like a Glass of Tea (2010)
- Seven Minutes in the Warsaw Ghetto (2012)
- The King and the Yellow Star (to be produced in 2019)